# قلعه رازلیق
قلعه رازلیق مربوط به هزاره اول پیش از میلاد  است و در شهرستان سرآب، بخش مرکزی، دهستان رازلیق، پنج کیلومتری شمال روستای رازلیق واقع شده و این اثر در تاریخ ۲۷ اسفند ۱۳۸۶ با شمارهٔ ثبت ۲۲۵۴۲ به‌عنوان یکی از آثار ملی ایران به ثبت رسیده‌است.